# Ho Oeste (distrito)
Ho Oeste es un distrito de la región Volta de Ghana. Según el censo de 2021, tiene una población de 82 886 habitantes.
Está ubicado al sureste del país, entre el lago Volta y la frontera con Togo.